# Callilepis concolor
Callilepis concolor là một loài nhện trong họ Gnaphosidae. Loài này săn mồi ban đêm trong khi ban ngày thì ẩn mình dưới các tảng đá và lá cây. Cơ thể chúng có hình oval, hẹp và chĩa về phia sau.
Loài này thuộc chi Callilepis. Callilepis concolor được Eugène Simon miêu tả năm 1914.